# Kanton Clermont-l'Hérault
Kanton Clermont-l'Hérault (francouzsky Canton de Clermont-l'Hérault) je francouzský kanton v departementu Hérault v regionu Languedoc-Roussillon. Tvoří ho 14 obcí.

## Obce kantonu
- Aspiran
- Brignac
- Canet
- Celles
- Ceyras
- Clermont-l'Hérault
- Lacoste
- Liausson
- Mourèze
- Nébian
- Paulhan
- Saint-Félix-de-Lodez
- Salasc
- Valmascle
- Villeneuvette